# Labenz
Labenz er en kommune i det nordlige Tyskland, beliggende i Amt Sandesneben-Nusse i den nordvestlige del af Kreis Herzogtum Lauenburg. Kreis Herzogtum Lauenburg ligger i delstaten Slesvig-Holsten.

## Geografi
Labenz ligger omkring 35 km nordøst for Hamborg, 13 kilometer nordvest for Mölln og cirka 15 km vest for Ratzeburg.